# Ken Yackel
Kenneth James „Ken“ Yackel (* 5. März 1930 in Saint Paul, Minnesota; † 12. Juli 1991 in South St. Paul, Minnesota) war ein US-amerikanischer Eishockeyspieler und -trainer, der unter anderem für die Boston Bruins in der National Hockey League gespielt hat.

## Karriere
Ken Yackel besuchte von 1952 bis 1956 die University of Minnesota, für deren Eishockeymannschaft er parallel in der Western Collegiate Hockey Association spielte. Gegen Ende der Saison 1955/56 gab der Flügelspieler sein Debüt im professionellen Eishockey für die Cleveland Barons aus der American Hockey League, für die er in drei Spielen auf dem Eis stand. Die Saison 1956/57 verbrachte er im Amateurbereich. Die Saison 1957/58 verbrachte er bei den Saskatoon Regals/St. Paul Saints in der Western Hockey League.
Zur Saison 1958/59 wurde Yackel von den Boston Bruins verpflichtet, für die er in der National Hockey League jedoch nur insgesamt acht Spiele bestritt. Stattdessen spielte er von 1958 bis 1960 überwiegend für deren Farmteam Providence Reds aus der American Hockey League. Von 1960 bis 1963 trat er für die Minneapolis Millers in der International Hockey League an. In der Saison 1960/61 erhielt er die Leo P. Lamoureux Memorial Trophy als Topscorer der regulären Saison. Zuletzt stand er in der Saison 1963/64 für die Muskegon Zephyrs aus der IHL auf dem Eis. Im Jahr 1971 war er Interimstrainer der Eishockeymannschaft der University of Minnesota.
Im Jahr 1986 wurde Yackel mit der Aufnahme in die United States Hockey Hall of Fame geehrt. Nach ihm wurde 1993 zudem die Ken Yackel Westside Arena in seiner Heimatstadt St. Paul benannt. 

### International
Für die USA nahm Yackel an den Olympischen Winterspielen 1952 in Oslo teil, bei denen er mit seiner Mannschaft die Silbermedaille gewann. Bei der Weltmeisterschaft 1965 betreute er die US-Nationalmannschaft als Cheftrainer. 

## Erfolge und Auszeichnungen
| - 1954 WCHA First All-Star Team - 1954 NCAA West First All-American Team - 1954 NCAA Championship All-Tournament Team - 1955 WCHA First All-Star Team - 1956 WCHA First All-Star Team | - 1961 IHL First All-Star Team - 1961 Leo P. Lamoureux Memorial Trophy - 1962 IHL First All-Star Team - 1963 IHL Second All-Star Team - 1986 Aufnahme in die United States Hockey Hall of Fame |

### International
- 1952 Silbermedaille bei den Olympischen Winterspielen